# Bieg na 10 000 metrów
Bieg na 10 000 metrów – konkurencja lekkoatletyczna, zaliczana do biegów długich. Zawodnicy pokonują 25 okrążeń bieżni stadionu.
Konkurencja rozgrywana jest przez mężczyzn od igrzysk w 1912 roku w Sztokholmie, natomiast przez kobiety dopiero od 1988 roku.

## Najlepsi zawodnicy wszech czasów

### mężczyźni
Poniższa tabela przedstawia listę 10 najlepszych biegaczy na 10 000 m w historii tej konkurencji (stan na 16 czerwca 2024).
- zobacz więcej na stronach World Athletics

### kobiety
Poniższa tabela przedstawia listę 10 najlepszych biegaczek na 10 000 m w historii tej konkurencji (stan na 25 maja 2024 r.)
- zobacz więcej na stronach World Athletics

## Chronologia rekordu świata w biegu na 10 000 metrów

### Mężczyźni[2]
| Wynik    | Zawodnik           | Reprezentacja   | Data                      | Miejsce        |
| -------- | ------------------ | --------------- | ------------------------- | -------------- |
| 30:58,8h | Jean Bouin         | Francja         | 16 listopada 1911(dts)    | Colombes       |
| 30:40,2h | Paavo Nurmi        | Finlandia       | 22 czerwca 1921(dts)      | Sztokholm      |
| 30:35,4h | Ville Ritola       | Finlandia       | 25 maja 1924(dts)         | Helsinki       |
| 30:23,2h | Ville Ritola       | Finlandia       | 6 lipca 1924(dts)         | Paryż          |
| 30:06,2h | Paavo Nurmi        | Finlandia       | 31 sierpnia 1924(dts)     | Kuopio         |
| 30:05,6h | Ilmari Salminen    | Finlandia       | 18 lipca 1937(dts)        | Kouvola        |
| 30:02,0h | Taisto Mäki        | Finlandia       | 29 września 1938(dts)     | Tampere        |
| 29:52,6h | Taisto Mäki        | Finlandia       | 17 września 1939(dts)     | Helsinki       |
| 29:35,4h | Viljo Heino        | Finlandia       | 25 sierpnia 1944(dts)     | Helsinki       |
| 29:28,2h | Emil Zátopek       | Czechosłowacja  | 11 czerwca 1949(dts)      | Ostrawa        |
| 29:27,2h | Viljo Heino        | Finlandia       | 1 września 1949(dts)      | Kokkola        |
| 29:21,2h | Emil Zátopek       | Czechosłowacja  | 22 października 1949(dts) | Ostrawa        |
| 29:02,6h | Emil Zátopek       | Czechosłowacja  | 4 sierpnia 1950(dts)      | Turku          |
| 29:01,6h | Emil Zátopek       | Czechosłowacja  | 1 listopada 1953(dts)     | Stará Boleslav |
| 28:54,2h | Emil Zátopek       | Czechosłowacja  | 1 czerwca 1954(dts)       | Bruksela       |
| 28:42,8h | Sándor Iharos      | Węgry           | 15 lipca 1956(dts)        | Budapeszt      |
| 28:30,4h | Wołodymyr Kuc      | ZSRR            | 11 września 1956(dts)     | Moskwa         |
| 28:18,8h | Piotr Bołotnikow   | ZSRR            | 15 października 1960(dts) | Kijów          |
| 28:18,2h | Piotr Bołotnikow   | ZSRR            | 11 sierpnia 1962(dts)     | Moskwa         |
| 28:15,6h | Ron Clarke         | Australia       | 18 grudnia 1963(dts)      | Melbourne      |
| 27:39,89 | Ron Clarke         | Australia       | 14 lipca 1965(dts)        | Oslo           |
| 27:38,35 | Lasse Virén        | Finlandia       | 3 września 1972(dts)      | Monachium      |
| 27:30,80 | David Bedford      | Wielka Brytania | 13 lipca 1973(dts)        | Londyn         |
| 27:30,47 | Samson Kimobwa     | Kenia           | 30 czerwca 1977(dts)      | Helsinki       |
| 27:22,47 | Henry Rono         | Kenia           | 11 czerwca 1978(dts)      | Wiedeń         |
| 27:13,81 | Fernando Mamede    | Portugalia      | 2 lipca 1984(dts)         | Sztokholm      |
| 27:08,23 | Arturo Barrios     | Meksyk          | 18 sierpnia 1989(dts)     | Berlin         |
| 27:07,91 | Richard Chelimo    | Kenia           | 5 lipca 1993(dts)         | Sztokholm      |
| 26:58,38 | Yobes Ondieki      | Kenia           | 10 lipca 1993(dts)        | Oslo           |
| 26:52,23 | William Sigei      | Kenia           | 22 lipca 1994(dts)        | Oslo           |
| 26:43,53 | Haile Gebrselassie | Etiopia         | 5 czerwca 1995(dts)       | Hengelo        |
| 26:38,08 | Salah Hissou       | Maroko          | 23 sierpnia 1996(dts)     | Bruksela       |
| 26:31,32 | Haile Gebrselassie | Etiopia         | 4 lipca 1997(dts)         | Oslo           |
| 26:27,85 | Paul Tergat        | Kenia           | 22 sierpnia 1997(dts)     | Bruksela       |
| 26:22,75 | Haile Gebrselassie | Etiopia         | 1 czerwca 1998(dts)       | Hengelo        |
| 26:20,31 | Kenenisa Bekele    | Etiopia         | 8 czerwca 2004(dts)       | Ostrawa        |
| 26:17,53 | Kenenisa Bekele    | Etiopia         | 26 sierpnia 2005(dts)     | Bruksela       |
| 26:11,00 | Joshua Cheptegei   | Uganda          | 7 października 2020(dts)  | Walencja       |

### Kobiety[3]
| Wynik    | Zawodniczka         | Reprezentacja     | Data                  | Miejsce        |
| -------- | ------------------- | ----------------- | --------------------- | -------------- |
| 32:17,20 | Jelena Sipatowa     | ZSRR              | 16 września 1981(dts) | Moskwa         |
| 31:35,3h | Mary Tabb           | Stany Zjednoczone | 16 lipca 1982(dts)    | Eugene         |
| 31:35,01 | Ludmiła Baranowa    | ZSRR              | 29 maja 1983(dts)     | Krasnodar      |
| 31:27,58 | Raisa Sadriejdinowa | ZSRR              | 7 września 1983(dts)  | Odessa         |
| 31:13,78 | Olga Bondarienko    | ZSRR              | 24 czerwca 1984(dts)  | Kijów          |
| 30:59,42 | Ingrid Kristiansen  | Norwegia          | 27 lipca 1985(dts)    | Oslo           |
| 30:13,74 | Ingrid Kristiansen  | Norwegia          | 5 lipca 1986(dts)     | Oslo           |
| 29:31,78 | Wang Junxia         | Chiny             | 8 września 1993(dts)  | Pekin          |
| 29:17,45 | Almaz Ayana         | Etiopia           | 12 sierpnia 2016(dts) | Rio de Janeiro |
| 29:06,82 | Sifan Hassan        | Holandia          | 6 czerwca 2021(dts)   | Hengelo        |
| 29:01,03 | Letesenbet Gidey    | Etiopia           | 8 czerwca 2021(dts)   | Hengelo        |
| 28:54,14 | Beatrice Chebet     | Kenia             | 25 maja 2024(dts)     | Eugene         |

## Polscy finaliści olimpijscy (1-8)

### mężczyźni
- 1. Janusz Kusociński 30:11.42e 1932
- 4. Zdzisław Krzyszkowiak 29:05.41e 1956
- 7. Zdzisław Krzyszkowiak 28:52.75e 1960

## Polacy w dziesiątkach światowych tabel rocznych

### mężczyźni
- 1930 – 6. Janusz Kusociński, 31:39,8[4]
- 1932 – 1. Janusz Kusociński, 30:11,4[4]
- 1955 – 7. Jerzy Chromik, 29:23,0[4]
- 1956 – 5. Zdzisław Krzyszkowiak, 29:05,0[4]
- 1956 – 6. Jerzy Chromik, 29:10,0[4]
- 1958 – 1. Zdzisław Krzyszkowiak, 28:56,0[4]
- 1958 – 5. Stanisław Ożóg, 29:03,2[4]
- 1960 – 7. Zdzisław Krzyszkowiak, 28:52,4[4]
- 1965 – 10. Kazimierz Zimny, 28:46,0

## Polacy w rankinguTrack & Field News

### mężczyźni
- 1955: 7. Jerzy Chromik
- 1956: 5. Zdzisław Krzyszkowiak
- 1956: 6. Jerzy Chromik
- 1958: 1. Zdzisław Krzyszkowiak
- 1958: 6. Stanisław Ożóg
- 1960: 7. Zdzisław Krzyszkowiak

### kobiety
- 1990: 7. Wanda Panfil